# Vinzier
Vinzier település Franciaországban, Haute-Savoie megyében. Lakosainak száma 883 fő (2022. január 1.). Vinzier Bernex, Chevenoz, Féternes, La Forclaz, Larringes, Saint-Paul-en-Chablais és La Vernaz községekkel határos.

## Népesség
A település népessége az elmúlt években az alábbi módon változott:
| Lakosok száma | 718  | 785  | 841  | 821  | 826  | 844  | 858  | 871  | 883  |
|               | 2013 | 2015 | 2016 | 2017 | 2018 | 2019 | 2020 | 2021 | 2022 |